# Unione Sportiva Fiorenzuola 1922
La Unione Sportiva Fiorenzuola 1922 es un club de fútbol de Italia, con sede en Fiorenzuola d'Arda, en la región de Emilia-Romaña. Fue fundada en 1922 y compite en la Eccellenza Emilia-Romagna, quinta categoría del fútbol italiano.

## Historia
Fue fundada en el año 1922 en Fiorenzuola d'Arda, en la región de Emilia-Romaña. Estuvo en las divisiones aficionadas locales hasta los años 1990, cuando llegó a la Serie C1. En 1995 estuvo a punto de ascender a la Serie B, pero se inclinó frente a Pistoiese en tiros desde el punto penal.
En ese mismo año tuvo una destacada participación en la Copa Italia, donde eliminó al Brescia y al Torino, antes de quedar eliminado ante el Inter de Milán en octavos de final.

## Palmarés

### Torneos interregionales
- Campionato Interregionale (1): 1989-90 (Grupo A)
- Serie D (1): 2020-21 (Grupo D)

### Torneos regionales
- Eccellenza Emilia-Romagna (2): 2007-08, 2013-14
- Promozione Lombardia (1): 1982-83
- Campionato Dilettanti (1): 1958-59
- Prima Categoria Lombardia (2): 1959-60, 1971-72